# 柴野為亥知
柴野 為亥知（しばの ためいち、1896年（明治29年）1月11日 - 1959年）は、大日本帝国陸軍軍人。最終階級は陸軍大佐。陸軍士官候補生29期・歩兵科。

## 経歴・人物
金沢市小立野の加賀藩士の家に生まれる。陸軍幼年学校、陸軍士官学校卒。1917年（大正6年）12月25日に歩兵少尉に任官、金沢城内に衛戍する歩兵第7連隊附となる。1921年（大正10年）4月1日付で任歩兵中尉、1926年（大正15年）8月6日付で任歩兵大尉に進む。1927年（昭和2年）6月3日付で歩兵第7連隊中隊長、1930年（昭和5年）8月1日付で歩兵第7連隊大隊副官（参謀本部附勤務）、1933年（昭和8年）8月1日付で台湾軍副官、1934年（昭和9年）8月1日付で歩兵少佐に進級と同時に松井石根大将副官に補職。翌年に参謀本部附などを経て、中佐となり陸軍省報道部兼内閣情報部主任情報官。以降の4年間、中央省庁で黒田千吉郎中尉（金沢出身）を片腕とし情報活動に手腕を発揮した。
李香蘭（のちの参院議員山口淑子）を売り出し、友好親善映画「白蘭の歌」「支那の夜」などの映画を企画、東宝に製作させ爆発的人気を博した。作詞作曲などの才能を持ち、「遂げよ聖戦」「大建設の歌」「徐州攻略の歌」「従軍記者行進曲」「大陸の花嫁」など30余曲を発表。東海林太郎、上原敬、伊藤久男らの熱唱でレコードも発売、一世を風靡した。
1943年（昭和18年）8月に歩兵第69連隊長、1944年（昭和19年）1月11日トラック島守備隊長。戦局悪化に伴い部下将兵の生命保全に努め、荒野や荒れ地を開墾して芋、野菜を作り、ほとんど全員無事帰還させた。1945年（昭和20年）12月17日、離島。12月27日浦賀に帰着。
戦後、柴野の同期生・磯矢伍郎（元中将）が巣鴨プリズンを出所後に、まだ収監中の同期生・額田坦（元中将）と稲田正純（元中将）あてにしたためた1949年（昭和24年）11月17日付けの葉書に、当時の同期生の消息をしたためている。
その葉書には、「…清水の土地建物は廃業広告屋さんに、柴野は「マネキン」の衣裳貸（？）で一応やってるらしいがまだあへぬ…」とある。

## 親族
- 柴野拓美（SF作家） - 息子